# Neoscopelidae
Neoscopelidae è una famiglia di pesci ossei abissali appartenente all'ordine Myctophiformes.

## Distribuzione e habitat
Diffusi in gran parte dei mari e degli oceani ma in maniera localizzata. Assenti dal mar Mediterraneo. Batipelagici o mesopelagici.

## Descrizione
Affini ai molto più diffusi Myctophidae (pesci lanterna). Il corpo è compresso lateralmente. La pinna anale è inserita più indietro della pinna dorsale. Fotofori presenti solo in alcune specie. Scopelengys è privo di vescica natatoria, presente negli altri generi.
La taglia varia dai 18 ai 30 cm.

## Specie
- Genere Neoscopelus
  - Neoscopelus macrolepidotus
  - Neoscopelus microchir
  - Neoscopelus porosus
- Genere Scopelengys
  - Scopelengys clarkei
  - Scopelengys tristis
- Genere Solivomer
  - Solivomer arenidens[2]